# George Abramowitsch Koval
George Abramowitsch Koval (Codename Delmar) (* 25. Dezember 1913 in Sioux City, Iowa, Vereinigte Staaten; † 31. Januar 2006 in Moskau, Russland) war ein sowjetischer Nachrichtendienstoffizier, der wichtige Erkenntnisse für den Bau der sowjetischen Atombombe lieferte. Nach Angaben der russischen Regierung beschaffte Koval Informationen zu Prozessen und Produktionsvolumina von US-Produktionsanlagen zur Herstellung von Polonium, Plutonium und Uran für US-amerikanische Atomwaffen. Aufgrund der von Koval gelieferten Erkenntnisse konnte die Entwicklungszeit der ersten sowjetischen Atombombe Ende der 1940er-Jahre wesentlich reduziert werden.

## Die Familie Koval
Georges Vater Abraham Koval verließ Anfang des 20. Jahrhunderts seine Heimatstadt Zeljachany im heutigen Belarus und emigrierte in die USA. Die einzige Person, die Abraham nach seiner Ankunft in New York City kannte, war ein Freund, der in Sioux City, Iowa, lebte. Er nahm Kontakt auf und zog 1910 in den Mittleren Westen. Abraham, der gelernter Zimmermann war, lernte schnell Englisch, was sich für seine berufliche Entwicklung als sehr hilfreich erwies. Abrahams Verlobte, die er zunächst zurückgelassen hatte, folgte ihm ein Jahr später in die Vereinigten Staaten, als er das Geld für ihre Überfahrt zusammengespart hatte. Nach ihrer Ankunft heirateten sie und hatten in der Folgezeit drei Kinder, George war der Zweitgeborene.
Abrahams Frau war in Belarus im sozialistischen Untergrund aktiv. Trotz ihres Vaters, einem Rabbi, der den von den Kommunisten gepredigten Atheismus ablehnte, hatte Abrahams Frau seit ihrem zehnten Lebensjahr in einer Fabrik gearbeitet und war dort durch ihre Kollegen vom Sozialismus überzeugt worden. Sie begrüßte daher die Nachrichten von der Oktoberrevolution und der Machtübernahme der Bolschewiki in Russland. Da sie keine Verwandten in den USA hatten, führten sie Briefwechsel mit Familienangehörigen in Russland. Georges Vater Abraham war in den 1920er-Jahren Sekretär des Zweigverbandes der amerikanischen Organization for Jewish Colonization in Russia (ICOR) in Sioux City, einem Verband für die jüdische Kolonisierung in der Sowjetunion (jiddisch Yidishe Kolonizatsye Organizatsye in Rusland).
In den 1920er-Jahren gründete die Sowjetunion die „Jüdische Autonome Oblast Birobidschan“, in die auch die Verwandten der Kovals umzogen. 1932 verließen die Kovals Sioux City, um ihren Familienangehörigen nach Birobidschan zu folgen. Da die Region Birobidschan völlig unentwickelt war, wurden Abraham Kovals Fähigkeiten als Zimmermann dringend benötigt. Er bekam daher nach seinem Beitritt zur Kommunistischen Partei eine Stelle und seiner Familie wurden Räumlichkeiten in der Kommune Birobidschan zugewiesen.

## Leben
Zum Zeitpunkt des Umzugs der Familie Abraham Koval nach Birobidschan war George 18 Jahre alt. Er fand einen Job in einer nahegelegenen Holzfabrik, hatte jedoch größere Ambitionen. Zwei Jahre später nahm George ein Studium an der Moskauer Universität für chemische Technologie auf, welches er 1939 abschloss. Er heiratete noch im selben Jahr und erhielt einen Platz für ein Graduiertenstudium an der Universität. Während dieser Zeit bekam er einen Einberufungsbescheid der Roten Armee, wurde jedoch für die Dauer des Studiums zurückgestellt.
1939 ging auch Stalins Großer Terror (Sowjetunion) zu Ende. Das Offizierskorps der Roten Armee und des NKWD waren dadurch sehr geschwächt worden und beide Institutionen waren bemüht, die Lücken in ihren Reihen durch Neueinstellungen aufzufüllen. Die Militärnachrichtendienst (GRU) der Roten Armee hatte dabei Achilles, eigentlich Arthur Adams, den Leiter ihres New Yorker Büros, eingebüßt. Achilles war 1938 im Rahmen des Großen Terrors nach Moskau zurückbeordert und zur Einweisung in ein Arbeitslager verurteilt worden, was zu jener Zeit auf ein Todesurteil hinauslief. Der in Amerika geborene George Koval war der ideale Ersatzkandidat für die Tätigkeit im New Yorker Büro der GRU. Nachdem seine Familienverhältnisse überprüft worden waren, wurde er von der GRU angeworben und unter seinem neuen Decknamen „Delmar“ auf die kommenden  Aufgaben vorbereitet.

### Delmar
Während Delmars Training entdeckte die GRU, das Achilles noch lebte und in der Lage wäre, seine Tätigkeit in New York wieder aufzunehmen. Die GRU hielt es für geschickter, einen erfahrenen anstelle eines gerade neu ausgebildeten Auslandsagenten mit der Führung des Büros in New York zu beauftragen. Weil die Position von Achilles damit nicht mehr von Delmar besetzt werden konnte, erhielt Delmar die mit geringerer Dringlichkeit bewertete Aufgabe, alle verfügbaren Informationen über die Chemiewaffenforschung in den Vereinigten Staaten zu sammeln.
Vor 1943 konnte Koval keine wertvollen Informationen sammeln. In diesem Jahr wurde unter seinem richtigen Namen George Koval in die US Army einberufen und das bot ihm genau die Möglichkeiten, die er brauchte. Delmar, der einen einem Bachelor of Science für Chemie vergleichbaren Abschluss besaß, verfügte über gefälschte Papiere, die ihm eine Lehrbefugnis (Associates Degree) an einer lokalen städtischen Schule (College) bescheinigten. Daher schickte ihn die US-Army an das City College of New York (CCNY), um seine Kenntnisse zur Wartung elektrischer Anlagen zu vervollständigen, die zur Bearbeitung radioaktiven Materials benötigt wurden.
Nach seinem Abschluss am CCNY im Jahr 1944 wurde Koval von der US-Army nach Oak Ridge (Tennessee) versetzt. Auf Grund der Bemühungen des für die Sicherheit der Atomforschungsanlagen verantwortlichen General Groves war zu jener Zeit in den meisten Teilen der Welt, so auch bei der GRU, die Existenz des Oak Ridge National Laboratory unbekannt. Die Abschirmung des National Laboratory war äußerst streng und Delmar konnte nur während seines halbjährlich gewährten Urlaubs, den er außerhalb von Oak Ridge verbrachte, Informationen an die Moskauer Zentrale weiterleiten.
Kovals Beiträge zum sowjetischen Atomprogramm begannen praktisch sofort nach seiner Ankunft in Oak Ridge, wo er als Sicherheitsbeauftragter für den Strahlenschutz der Mitarbeiter zu sorgen hatte und sich recht frei bewegen konnte. Nach dem Beispiel von Oak Ridge wurden beim Wiederaufbau in der Sowjetunion nach dem Ende des Zweiten Weltkrieges ebenfalls eigene militärische Forschungskomplexe wie Tscheljabinsk-70 und Arsamas-16 aufgebaut. Im Laufe der Jahre verfasste Delmar unzählige Berichte über die Verfahren zur Produktion von Plutonium und Polonium, wissenschaftliche und sicherheitstechnische Verfahrensweisen und Auswertungen über die Menge und Qualität des erzeugten Materials. Allein die Informationen über die genaue Bezeichnung, Herkunft und Mengenverhältnisse der in Oak Ridge hergestellten und nach Los Alamos versandten Chemikalien waren schon ausreichend, um eine gute Mischung der für die Atombombe notwendigen chemischen Materialien zu ermitteln.
Im Jahr 1945 wurde Delmar zum Staff Sergeant der US-Army befördert und von Oak Ridge nach Dayton (Ohio) versetzt, wieder als Beauftragter für die Sicherheit der Gesundheit der Mitarbeiter. Auf seinem neuen Posten im Bereich der Strahlungssicherheit in der medizinischen Abteilung, die der Einheit III. des Dayton-Projektes zugeordnet war, erhielt Delmar in noch größerem Maße Zugang zu äußerst geheimen Daten. Von Ohio aus informierte Delmar  Moskau über den Fortschritt der Forschungsergebnisse sowie über eine schier endlose Zahl kleinerer, über die Vereinigten Staaten verteilten Einrichtungen, die in Forschung und Entwicklung über oder Produktion der Atomwaffen eingebunden waren.
Nach der Kapitulation Japans wurde Staff Sergeant Koval aus der Armee entlassen. Das Angebot, in Dayton einer zivilen Beschäftigung nachzugehen schlug er aus. Zu jener Zeit war der sowjetische Agent Igor Sergejewitsch Gusenko übergelaufen und hatte die Behörden der Vereinigten Staaten davon in Kenntnis gesetzt, dass die Sowjets erfolgreich geheime Ergebnisse des Manhattan-Projekts in Erfahrung gebracht hätten. Das führte zu einer nochmaligen Verschärfung der Sicherheitsmaßnahmen an allen US-Einrichtungen und erhöhte für Delmar das Risiko einer Entdeckung und Verhaftung ungemein. Obwohl die GRU fortgesetzt versuchte, Koval zu einer Annahme des zivilen Jobangebotes in Dayton zu bewegen, fand Koval immer wieder Auswege, sich dieser Aufgabe zu entziehen, und bat darum, nach Moskau zu seiner Frau zurückkehren zu dürfen. 1948 wurde ihm der Wunsch erfüllt.
Es wird berichtet, dass Koval aus den Vereinigten Staaten floh, als die amerikanische Spionageabwehr die enthusiastischen Berichte der sowjetischen Propaganda über die Familie Kovals als „glückliche Einwanderer“ nach Birobidschan entdeckten.

### Nach der Rückkehr in die Sowjetunion
Koval musste nicht lange warten, bis er Zeuge des Erfolgs seiner Bemühungen wurde. Kurz nach seiner Rückkehr in die Sowjetunion im Jahr 1948, am frühen Morgen des 29. August 1949 um 7:00 Uhr Ortszeit, wurde das auf den Rezepturen von Oak-Ridge beruhende Gemisch als erste in der Sowjetunion gebaute Atombombe in Semipalatinsk getestet. Zwischenzeitlich hatte George Abramowitsch Koval sein Chemiestudium mit dem Ph.D. abgeschlossen und wurde Hochschullehrer an seiner alten Universität in Moskau. Nach seiner Pensionierung in den späten 1970er-Jahren führte er ein sehr zurückgezogenes Leben, er beschränkte sich weitgehend auf Kontakte mit anderen Wissenschaftlern per Brief oder E-Mail, die meisten seiner Korrespondenzpartner wohnten 2002 in den Vereinigten Staaten oder in Israel.
Seine russischen Nachbarn erinnern sich an Koval als einen freundlichen, ergebenen, sehr verschwiegenen und gebildeten Mitbürger. Er starb im Alter von 92 Jahren im Jahr 2006 in seiner Moskauer Wohnung. Am 3. November 2007 erhielt er postum den Ehrentitel Held der Russischen Föderation, der ihm mitten in den Auseinandersetzungen um die Stationierung amerikanischer Abwehrraketen in Europa vom russischen Präsidenten Wladimir Putin verliehen wurde.